# Karl von Paucker
Pour les articles homonymes, voir Paucker.
Karl Heinrich Johann von Paucker (en russe : Карл Егорович Паукер), né le 19 décembre 1820 à Mitau et mort le 19 août 1883 à Talinn est un professeur de philologie classique russe.

## Biographie

### Origine et Famille
Karl Heinrich Johann von Paucker naît le 19 décembre 1820 à Mitau (aujourd'hui Jelgava) en Lettonie, alors dans l'Empire russe. Il est le fils du mathématicien et astronome germano-balte Magnus Georg Paucker et de Anna Christiane Wilhelmine von Baggehufwudt. Sa famille est d'origine allemande mais s'est russifiée avec le temps. Il est l'aîné d'une famille de trois enfants : ses deux frères sont Hermann von Paucker et Adolf von Paucker.

### Carrière
À partir de 1833, il fréquente le lycée de Mitau. À l'université de Dorpat, il étudie la philologie classique avec Ludwig Preller. En décembre 1844, il se rend à Berlin, où il écoute August Böckh pendant trois ans. De retour à Dorpat, il obtient sa maîtrise en mars 1850.
La même année, il devient professeur principal (en particulier de grec) au lycée de Mitau jusqu'à ce qu'il soit nommé professeur agrégé de philologie classique et de pédagogie à l'Université de Dorpat en 1861. Après avoir obtenu son doctorat en mars 1870, il devient professeur titulaire et doyen de la Faculté de philosophie de 1872 à 1874. En 1872, il épouse Elise von Baggehufwudt à Talinn. Cette dernière vient de la même famille que sa mère. Il prend sa retraite en 1875 après 25 ans de service.
Il refusa une nouvelle nomination à l'université traditionnelle de Kazan en Russie, mais accepta pendant quelques années le poste de directeur de l'école publique de Courlande à Mitau. Il passe les dernières années de sa vie à Talinn.
Les nombreux traités antiquaires de Paucker ont paru en partie dans les Œuvres de la Société de Courlande (Alcon, le héros du pouvoir de guérison paionien ; Le Grenier Palladiou et autres), en partie dans les « Monuments » d'Eduard Gerhard (Achille sur Leuke ; Termeros ; Persée et Andromède ; Dioscures à Delphes et autres).
Son travail philologique s'est étendu à l'histoire de la langue latine, à la théorie de la formation des mots et à la lexicographie.

## Publications
- 1850 : De Sophocle Médici Herois Sacerdote, mémoire de maîtrise
- 1870 : De latinitate scriptorum historiae Augustae, thèse
- 1874 : Contributions à la lexicographie latine et à l'histoire de la formation des mots

## Distinctions
- Ordre de Sainte-Anne (2nde classe)